# Bruno Rücker
Bruno Rücker byl pražský, německy mluvící židovský architekt.

## Dílo

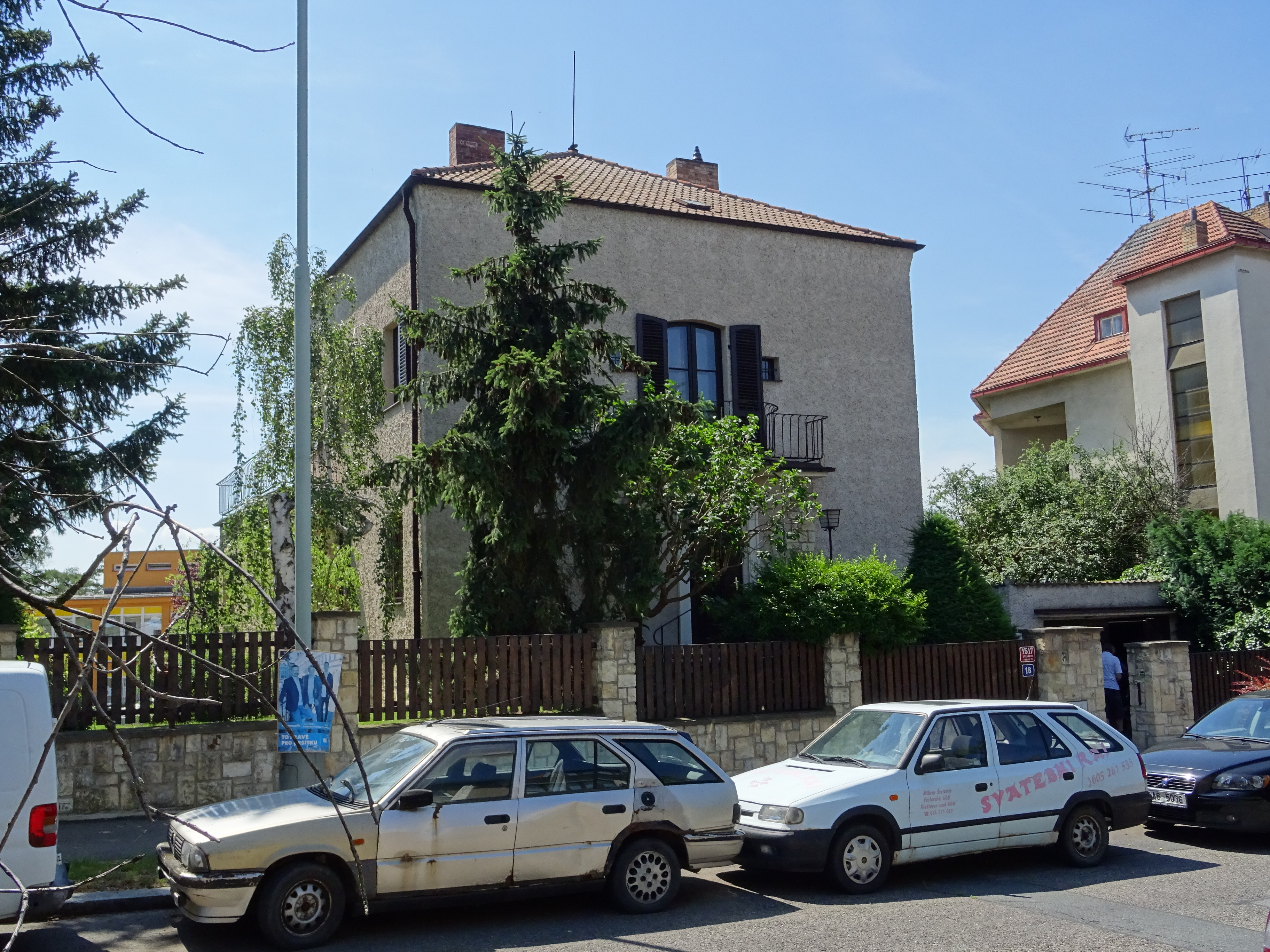
Vila v ulici U Krbu 1517/16, Praha - Strašnice

- vila v ulici Barrandovská 186/24, Praha-Hlubočepy - vilu navrhl Bruno Rücker v roce 1931-32 jako rodinný dům pro sebe a manželku Kristinu, další úpravy byly provedeny v letech 1940-41, po roce 1989 se o dům nikdo v restituci nepřihlásil a vila zůstala prázdná[2][3]

- vila v ulici U Krbu 1517/16, Praha-Strašnice[1]
- vila v ulici Nad Šárkou 766/58, Praha-Dejvice[1]